# Túpolev Tu-110
El Túpolev Tu-110 (designación de la OTAN: Cooker) fue un avión comercial a reacción diseñado y construido en la URSS, que realizó su primer vuelo en 1957. Fue un desarrollo de cuatro motores del Tu-104, pero sólo se construyeron cuatro ejemplares y nunca prestó servicio en ninguna aerolínea.

## Diseño y desarrollo
Al darse cuenta de que el potencial de exportación del Túpolev Tu-104 era limitado, el Consejo de Ministros emitió la directiva N.º 1511-846 el 12 de agosto de 1956, requiriendo que la Oficina de Diseño de Túpolev desarrollara una versión de cuatro motores del Tu-104, para permitir que el avión cruzara con seguridad grandes extensiones de océano y mejorara la seguridad en el despegue en caso de fallo de motor.
El Tu-110 fue un importante rediseño del Tu-104, propulsado por cuatro turborreactores Lyulka AL-7 con un empuje de 53,9 kN (5500 kgf; 12 100 lbf) cada uno, con dos motores escalonados en la raíz de cada sección central extendida. El primer prototipo voló el 11 de marzo de 1957.
La producción del Tu-110 fue autorizada en la Fábrica de Aviones de Kazán, con un pedido inicial de diez aviones, pero sólo se completaron tres ejemplares antes de que se diera por terminado el programa. El avión de producción contaba con alas de cuerda extendida y bodegas de equipaje agrandadas, así como asientos para hasta 100 pasajeros en una disposición de asientos de clase turista.
Los cuatro aviones fueron convertidos al Tu-110B con motores turbofán Soloviev D-20, en un intento de mejorar el rendimiento del avión, pero sin éxito. No hubo más pedidos y los cuatro Tu-110B se utilizaron para realizar trabajos experimentales en aviónica, sistemas de misiles y sistemas de control de capa límite, permaneciendo activos hasta la década de 1970.

## Variantes
Datos de Tupolev Tu-104:
Tu-110
El único prototipo del Tu-110 (CCCP-L5600).
Tu-110A
Avión de producción con capacidad duplicada de asientos (todos en clase económica), bodegas de equipaje de mayor capacidad, flaps de área aumentada y un MTOW aumentado de 87 200 kilogramos. Se construyeron tres aeronaves (CCCP-L5511/L5513).
Tu-110B
Ejemplares experimentales de medio alcance convertidos a partir del prototipo y tres aviones de producción, equipados con cuatro motores turbofán Soloviev D-20.
Tu-110L
El prototipo modificado con control de capa límite alimentado con aire purgado de los motores turbofán D-20.
Tu-110D
Avión de pasajeros de media distancia proyectado con cuatro motores D-20 en góndolas pareadas a cada lado del fuselaje trasero.
Tu-117
Versión de transporte militar proyectada con una rampa de carga en el fuselaje trasero y una torreta de cola defensiva.

## Especificaciones (Tu-110, primer prototipo)
Referencia datos: The Osprey Encyclopaedia of Russian Aircraft 1875– 1995

### Características generales
- Tripulación: Cinco (tripulación de vuelo)[3]
- Capacidad: 100 pasajeros[4]
- Longitud: 38,3 m (125,7 ft)
- Envergadura: 37,5 m (123 ft)
- Superficie alar: 182 m² (1959,1 ft²)
- Peso vacío: 44 250 kg (97 527 lb)
- Peso máximo al despegue: 79 300 kg (174 777,2 lb)
- Planta motriz: 4× turborreactor Lyulka AL-7.
  - Empuje normal: 64 kN (6526 kgf; 14 388 lbf) de empuje cada uno.

### Rendimiento
- Velocidad máxima operativa (Vno): 1000 km/h (621 MPH; 540 kt)
- Velocidad crucero (Vc): 890 km/h (553 MPH; 481 kt)
- Alcance: 3450 km (1863 nmi; 2144 mi)
- Techo de vuelo: 12 000 m (39 370 ft)

## Aeronaves relacionadas

### Desarrollos relacionados
- Túpolev Tu-16
- Túpolev Tu-104
- Túpolev Tu-107
- Túpolev Tu-124

### Secuencias de designación
- Secuencia Tu-_ (interna de Túpolev): ← Tu-104 - Tu-105 - Tu-107 - Tu-110 - Tu-114 - Tu-115 - Tu-116 - Tu-117 - Tu-118 - Tu-119 - Tu-121C →